# Craspedosis nigerrima
Craspedosis nigerrima is een vlinder uit de familie van de spanners (Geometridae). De wetenschappelijke naam van de soort werd voor het eerst geldig gepubliceerd in 1903 door William Warren.